# Macrocoma bolivari
Macrocoma bolivari é uma espécie de escaravelho de folha de Marrocos. Foi primeiro descrito pelo entomologista espanhol  Manuel Martínez de la Escalera em 1914, como espécies de Pseudocolaspis.

## Subespécie
Existem duas subespécies de M. bolivari:
- Macrocoma bolivari antiatlantis Kocher, 1966: Descrito das montanhas Atlas.
- Macrocoma bolivari bolivari (Escada, 1914): A subespécie nominotípica. Comum ao redor da faixa das Montanhas Atlas.